# Märta Reiners
Märta Elisabeth Reiners, född Westholm den 3 november 1900 i Adolf Fredriks församling i Stockholm, död där i Johannes församling den 18 februari 1987, var en svensk operasångerska och skådespelare. 

## Biografi
Reiners studerade sång och dans för olika lärare och operadebuterade 1922 som Aspasia i Phi-Phi på Södra Teatern. Hon hade därefter engagemang 1916–1917 vid Nya Alhambrateatern, 1917–1918 vid Cabaret Läderlappen, 1918–1920 vid Mosebacke revyteater, sommaren 1920 vid Ernst Rolfs revy, 1920–1924 hos Albert Ranft, 1924–1925 på Chat Noir i Oslo, 1920–1924 vid Folkteatern i Göteborg och 1931–1932 vid Konserthusteatern. 
Hon var från 1928 gift med skådespelaren Olof Sandborg. De är begravda på Västra kyrkogården i Göteborg.

## Filmografi
- 1919 – Tillåt oss presentera : Mosebacke revy
- 1924 – Den förgyllda lergöken

## Teater

### Roller (ej komplett)
| År   | Roll        | Produktion                                          | Regi                     | Teater         |
| ---- | ----------- | --------------------------------------------------- | ------------------------ | -------------- |
| 1920 | Medverkande | Kvinnan du gav mig, revy Ernst Rolf                 | Ernst Rolf Einar Fröberg | Intima teatern |
| 1921 | Kupido      | Än leva de gamla gudar Otto Hellkvist               | Svasse Bergqvist         | Vasateatern    |
| 1921 | Francine    | Hon gav dig ögon Maurice Hennequin och Pierre Veber | Knut Nyblom              | Vasateatern    |